# Rue Roger-Campestre
La rue Roger-Campestre est une voie de communication située à Asnières-sur-Seine dans sa plus grande partie, et à Courbevoie sur un court segment.

## Situation et accès
La rue Roger-Campestre est accessible par la gare de Bécon-les-Bruyères et la gare d'Asnières-sur-Seine, dont elle est équidistante. Elle est prolongée au nord par la rue Paul-Bert.

## Origine du nom
Cette rue a été nommée en hommage à Roger Paul Campestre (1924-1944), mécanicien-ajusteur, demeurant à Asnières-sur-Seine, victime civile de la guerre.

## Historique
Cette voie de communication s'appelait rue des Couronnes jusque dans les années 1930.
En 1869, elle a été représentée sous ce nom par le peintre Alphonse-Édouard-Enguérand Aufray de Roc’Bhian.

## Bâtiments remarquables et lieux de mémoire
- Pont des Couronnes, point le plus élevé de la ville d'Asnières. Cette partie est située à Courbevoie.
- Chapelle Saint-Charles, construite en 1889[4].